# 후쿠오 다다요
후쿠오 다다요(일본어: 福王 忠世, 1984년 5월 6일 ~ )는 일본의 전 축구 선수이다.

## 구단 경력
그는 2003년부터 2017년까지 J리그의 세레소 오사카, 로아소 구마모토, 가이나레 돗토리, 후지에다 MYFC에서 활동하였다.

## 국가대표팀 경력
그는 2001년 FIFA U-17 세계 축구 선수권 대회에 참가할 일본 U-17 국가대표팀에 발탁되었으며, 3경기에 출전했다.